# Giovanni Severini (arcivescovo)
Giovanni Severini (... – 20 dicembre 1622) è stato un arcivescovo cattolico italiano.

## Biografia
Poco si sa della sua vita.
Il 20 febbraio 1606 papa Paolo V lo nominò vescovo di Camerino. Ricevette la consacrazione episcopale il 24 febbraio successivo a Roma dalle mani del cardinale Mariano Pierbenedetti, cardinale presbitero dei Santi Marcellino e Pietro.
Nel 1608 tenne un sinodo diocesano.
Il 14 marzo 1622 papa Gregorio XV, succeduto a Paolo V, lo nominò arcivescovo metropolita di Manfredonia, ma morì dieci mesi dopo.

## Genealogia episcopale
La genealogia episcopale è:
- Vescovo Antonio Lauro
- Papa Sisto V
- Cardinale Mariano Pierbenedetti
- Arcivescovo Giovanni Severini